# The Gates of Oblivion
The Gates of Oblivion (с англ. — «Врата забвения») — третий студийный альбом испанской метал-группы Dark Moor, изданный 21 марта 2002 года лейблом Arise Records.

## Об альбоме
The Gates of Oblivion был спродюсирован Луиджи Стефанини, известным по работе с White Skull, и музыкантами Dark Moor. В музыкальном плане содержание альбома представляет собой пауэр-метал в духе Rhapsody, сочетающийся с разнообразными неоклассическими элементами вроде хоралов, симфонических аккомпанементов и гитарных соло, близких по манере к творчеству Ингви Мальмстина. The Gates of Oblivion завершает 11-минутная симфо-металлическая композиция «Dies Irae (Amadeus)» с почти оперным пением в стиле Therion. Другой особенностью альбома является женский вокал, напоминающий по манере исполнения Фабио Лионе из Rhapsody.
Обложка The Gates of Oblivion была создана представителем «фэнтези-реализма» Андреасом Маршаллом, также сотрудничавшим с HammerFall, Running Wild, Blind Guardian и U.D.O.

## Приём
| Оценки критиков | Оценки критиков |
| Источник        | Оценка          |
| --------------- | --------------- |
| AllMusic        | [ 4 ]           |
| Dark City       | [ 1 ]           |
| Painkiller      | [ 2 ]           |
| Play            | [ 3 ]           |

Альбом удостоился положительных отзывов музыкальных критиков.
Обозреватель онлайн-сервиса AllMusic Грегори Хини выставил The Gates of Oblivion оценку в 4,5 балла (звезды) из 5. Хини назвал альбом «бодрящим проявлением музыкальных талантов и игры воображения», в равной мере вдохновляющимся как Вольфгангом Амадеем Моцартом, так и Blind Guardian.
В написанной для журнала Play рецензии Антона Обозного The Gates of Oblivion получил максимальную оценку в 5 баллов, а также был снабжён пометкой «Play рекомендует». По мнению журналиста, по своему уровню Dark Moor превосходят основную массу групп схожего профиля, и в первую очередь такой результат был достигнут «за счёт разнообразия предлагаемых песенных конструкций» и «сочности аранжировок».
Рецензент журнала Painkiller Maniac оценил альбом на 4 балла из 5. Обозреватель отметил, что с момента записи предыдущего диска The Hall of the Olden Dreams музыкантам удалось значительно вырасти в творческом плане и найти необходимый баланс между гитарными партиями и симфоническими аранжировками. Несмотря на общий благожелательный тон рецензии, Maniac всё же посетовал, что представленная на альбоме музыка является «не очень разнообразной».
Диссонирующее с предыдущими рецензиями мнение высказал Srgn. из журнала Dark City, выставивший The Gates of Oblivion оценку в 3 балла из 5. По мнению рецензента, Dark Moor не хватает «своего лица», из-за чего группа звучит похоже «на всех сразу».

## Список композиций
| №                   | Название                        | Текст песни                        | Музыка                             | Длительность |
| ------------------- | ------------------------------- | ---------------------------------- | ---------------------------------- | ------------ |
| 1.                  | «In the Heart of Stone»         | Элиза Канделас Мартин, Лаура Пенья | Анан Каддури, Энрик Гарсия         | 4:40         |
| 2.                  | «A New World»                   | Роберто Пенья де Камю              | Э. Гарсия                          | 5:56         |
| 3.                  | «The Gates of Oblivion»         | инструментальная композиция        | Э. Гарсия                          | 1:42         |
| 4.                  | «Nevermore»                     | Э. Гарсия, Франсиско Хосе Гарсия   | Э. Гарсия                          | 4:48         |
| 5.                  | «Starsmaker (Elbereth)»         | Э. Гарсия, Ф. Х. Гарсия            | А. Каддури, Э. Гарсия              | 5:47         |
| 6.                  | «Mist in the Twilight»          | инструментальная композиция        | Э. Гарсия                          | 0:53         |
| 7.                  | «By the Stange Path of Destiny» | Р. Пенья де Камю                   | Э. Гарсия, Р. Пенья де Камю        | 5:51         |
| 8.                  | «The Night of the Age»          | Э. Гарсия                          | Альберт Марото, Э. Гарсия          | 4:40         |
| 9.                  | «Your Symphony»                 | Э. Канделас Мартин                 | А. Каддури, Э. Гарсия              | 4:34         |
| 10.                 | «The Citadel of the Light»      | инструментальная композиция        | А. Марото, Хорхе Саэс              | 1:15         |
| 11.                 | «A Truth for Me»                | Э. Гарсия, Ф. Х. Гарсия            | Х. Саэс                            | 5:08         |
| 12.                 | «Dies Irae (Amadeus)»           | Э. Канделас Мартин                 | Э. Гарсия, Вольфганг Амадей Моцарт | 11:17        |
| Общая длительность: | Общая длительность:             | Общая длительность:                | Общая длительность:                | 56:31        |

## Участники записи

### Dark Moor
- Элиза Канделас Мартин — вокал
- Энрик Гарсия — гитара
- Альберт Марото — гитара
- Анан Каддури — бас
- Хорхе Саэс — ударные
- Роберто Пенья де Камю — клавишные

### Дополнительные музыканты
- Valcavasia’s Choir — хор (1, 2, 4, 8, 12)
- Дэн Кеинг (Cydonia) — дополнительный вокал (4, 5, 7, 8, 11)

### Технический персонал
- Луиджи Стефанини — продюсирование, звукозапись, сведение (New Sin Studios, Тревизо)
- Мика Юссила — мастеринг (Finnvox, Хельсинки)